# 无线电帽子

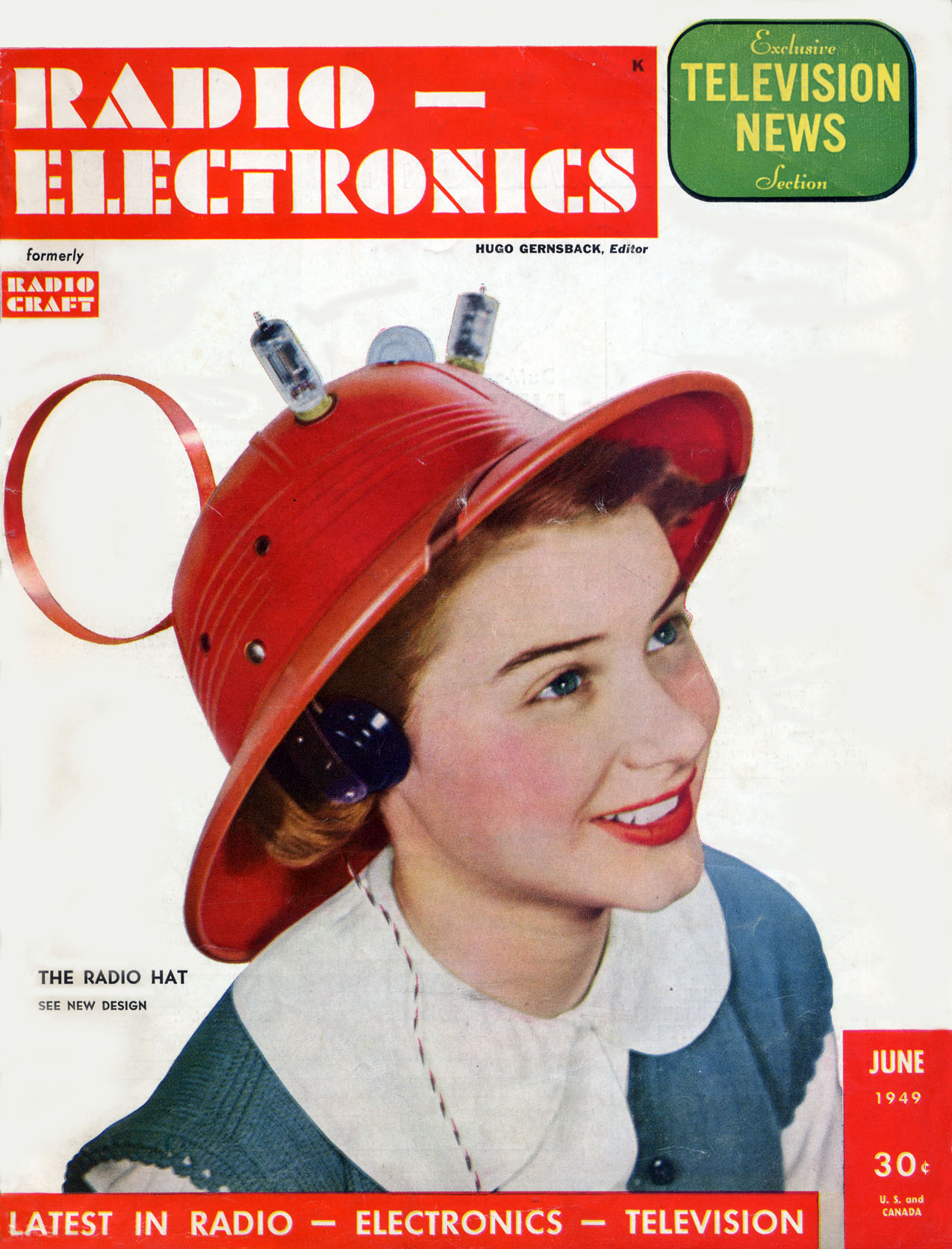
1949年6月发表的《Radio-Electronics 》展示了“火星来客，无线电帽子”模特是在当时15岁的Hope Lange

帽子收音机是将便携收音机集成到一个遮阳帽中，它可以收聽到方圆32千米内的电台。早在1949年以“火星来客帽子收音机”为题提出，售价7.95美元，並大力的宣传。